# Ixodes nitens
Ixodes nitens (лат.) — вид кровососущих клещей рода Ixodes из семейства Ixodidae. Возможно, вымерший эндемик Острова Рождества.

## Описание
Паразитируют на млекопитающих из отряда грызуны, среди специфических хозяев известен вид крыс Rattus macleari). Вид был впервые описан в 1904 году французским зоологом Луи Жоржем Неманном (Louis Georges Neumann, 1846—1930).
Клещи Ixodes nitens рассматриваются в качестве исчезнувшего вида, так как его хозяин более не обнаруживался. Последний раз крысу Rattus macleari находили более 100 лет тому назад (в 1903 году).

## Распространение
Остров Рождества (Индийский океан, рядом с Индонезией).